# Оллі Ранасто
Оллі Ранасто (фін. Olli Rahnasto; нар. 28 грудня 1965) — колишній фінський тенісист.
Найвищу одиночну позицію світового рейтингу — 88 місце досяг 13 лютого 1989, парну — 79 місце — 26 травня 1986 року.
Здобув 2 парні титули.
Найвищим досягненням на турнірах Великого шолома було 2 коло в одиночному та парному розрядах.

## ATP Tour finals

### Парний розряд (2–2)
| Результат | W/L | Дата     | Турнір                | Покриття | Партнер         | Суперники                         | Рахунок       |
| --------- | --- | -------- | --------------------- | -------- | --------------- | --------------------------------- | ------------- |
| Перемога  | 1–0 | Сер 1985 | Клівленд, США         | Тверде   | Лео Палін       | Генк Пфістер Вен Тестермен        | 6–3, 6–7, 7–6 |
| Поразка   | 1–1 | Жов 1991 | Атенс, Греція         | Ґрунт    | Менно Остінг    | Якко Елтінг Марк Куверманс        | 7–5, 6–7, 5–7 |
| Поразка   | 1–2 | Сер 1992 | Connecticut Open, США | Тверде   | Джанлука Поцці  | Франсіско Монтана Грег Ван Ембург | 4–6, 2–6      |
| Перемога  | 2–2 | Сер 1993 | Сан-Марино            | Ґрунт    | Даніель Оршанік | Хуан Гарат Роберто Саад           | 6–4, 1–6, 6–3 |